# Garrosh Hellscream
Garrosh Hellscream, een mannelijke ork in het spel World of Warcraft, was de Warchief van de Horde en opperheer van de Warsong Offensive (Begin: Cataclysm - Eind Mists of Pandaria). Zijn zetel is in Orgrimmar, de hoofdstad van de Orks. Vanwege zijn oorlogszuchtige gedrag (de aanval van zijn troepen op Theramore om een aanslag op Jaina Proudmoore te plegen) was hij al niet geliefd bij de Alliance (hij is immers haar vijand), maar raakt hij ook bij de Horde in diskrediet.
Vanaf de ontdekking van Pandaria wil Garrosh meer macht hebben. De Alliance en de Horde zullen hem uiteindelijk moeten verslaan in de laatste Patch van Mists of Pandaria.